# Myersiohyla
Myersiohyla  (лат.) — род бесхвостых земноводных из семейства квакш. Род был отделен от рода Hyla в 2005 году после молекулярно-биологических исследований. Род назван в честь американского герпетолога Чарльза Майерса (Charles W. Myers).. Представители рода встречаются в регионе тепуи Гайаны и Венесуэлы.

## Классификация
На январь 2023 года в род включают 6 видов:
- Myersiohyla aromatica (Ayarzaguena & Senaris, 1994)
- Myersiohyla chamaeleo Faivovich, McDiarmid & Myers, 2013
- Myersiohyla inparquesi (Ayarzaguena & Senaris, 1994)
- Myersiohyla liliae (Kok, 2006)
- Myersiohyla loveridgei (Rivero, 1961) — Крапчатобокая квакша
- Myersiohyla neblinaria Faivovich, McDiarmid & Myers, 2013